# David Bedford (Musiker)
David Vickerman Bedford (* 4. August 1937 in London, England; † 1. Oktober 2011) war ein britischer Komponist, Dirigent und Musikarrangeur.

## Leben
David Bedford stammt aus einer musikalischen Familie. Seine Großmutter war die Komponistin Liza Lehmann, seine Mutter, Lesley Duff, war Opernsängerin, seine beiden Brüder Steuart und Peter Bedford sind ebenfalls Musiker.
Bedford absolvierte ein Musikstudium am  Lancing College, wo er von John Alston und Christopher Headington (1930–1996) unterrichtet wurde. Sein Studium setzte er bei Lennox Berkeley an der Royal Academy of Music fort. Mit Hilfe eines Stipendiums, das er 1961 an der RAM gewonnen hatte, konnte er in Venedig bei Luigi Nono studieren.
Durch die Zusammenarbeit mit dem Musiker Kevin Ayers traf er Mike Oldfield. Für Oldfield leitete er die Aufnahmen zu dessen Album The Orchestral Tubular Bells und erstellte eine Orchesterversion des Nachfolgealbums Hergest Ridge, die aufgeführt, aber nicht veröffentlicht wurde. Auch Oldfield wirkte in den 1970er Jahren auf einigen seiner Alben mit.
Bedford war dem Liverpool Institute for Performing Arts als Patron verbunden.
Am 1. Oktober 2011 starb er im Alter von 74 Jahren an Lungenkrebs.

## Filmmusik (Auswahl)
- 1984: The Killing Fields – Schreiendes Land – Regie: Roland Joffé
- 1985: Supergrass –  Unser Mann bei scotland Yard –  Regie: Peter Richardson
- 1991: Zauber der Venus – Regie: István Szabó
- 1992: Orlando – Regie: Sally Potter

## Diskografie (Auswahl)
- 1970: Garden of Love (mit Mike Oldfield, Robert Wyatt & Kevin Ayers)
- 1972: Nurses Song With Elephants
- 1974: Star’s End
- 1975: The Rime of the Ancient Mariner
- 1976: The Odyssey
- 1976: Collaborations (mit Mike Oldfield, Disk 4 (Vinyl) von Mike Oldfield Boxed, auch einzeln erhältlich)
- 1977: Instructions For Angels
- 1981: The Song Of The White Horse: Star Clusters Nebulae and Places in Devon
- 1985: Rigel 9
- 1997: Variations On A Rhythm Of Mike Oldfield (mit Tom Newman)
- 1998: Alleluia Timpanis; Symphony No. 1; Recorder Concerto; Twelve Hours of SunsetBedford – Symphony 1